# カメレオン (ファーストサマーウイカの曲)
「カメレオン」は、ファーストサマーウイカの楽曲及び配信限定シングル。2021年2月22日に配信が開始された。

## 解説
ファーストサマーウイカの楽曲であり、ソロメジャーデビューとなる配信限定シングルである。楽曲の作詞・作曲はウイカが敬愛している阿部真央が担当しており、日本テレビ系『バズリズム02』の2月オープニングテーマに起用されていた。
楽曲のミュージック・ビデオは、2月22日の20時にYouTubeでプレミアム公開された。ミュージック・ビデオでは、“芯の強い女性”、“戦う女性”のイメージや、「カメレオン」の多面性を描くことをテーマとして、ウイカが全くタイプの違うスパイとマダムの2役に挑戦している。なお、ミュージック・ビデオ公開後の22時からは、ウイカのInstagram公式アカウントで阿部も出演するインスタライブが実施された。
iTunes Storeで楽曲を予約した人を対象として、ウイカが当選者の当選者の希望に応えてオンリーワンのメッセージを贈る「ファーストクラスオーダーメイドメッセージ」や、オンラインミート＆グリート参加権などが当たるキャンペーンも実施された。
配信に先駆けて、2月9日（2月8日深夜）の『ファーストサマーウイカのオールナイトニッポン0(ZERO)』にてフルサイズで初オンエア。2月12日にはテレビ朝日系『ミュージックステーション』で楽曲を披露し、初出演を果たした。

## 収録曲
1. カメレオン
作詞・作曲：阿部真央、編曲：akkin[1]